# 土御門内裏
土御門内裏（つちみかどのだいり）は、平安時代の後期、平安京左京1条3坊9町に存在した里内裏。鳥羽天皇から3代の天皇の里内裏として用いられた。土御門烏丸殿、土御門室町殿とも。現在の京都市上京区鷹司町付近にあたる。
元は源師時の邸宅であったが、治天の君白河院の近臣であった蔵人頭藤原顕隆の提案で新たな里内裏として改築が行われた。その際に「屋舎如大内」（『台記』久安3年3月22日条）、すなわち大内裏を模倣して造作され、配置や建物の名称も大内裏のものをそのまま採用した。
永久5年11月10日（1117年12月5日）、鳥羽天皇が初めてこの内裏に入り、保安4年（1123年）にはここで崇徳天皇へ譲位し、そのまま内裏として用いられた。保延4年11月24日（1138年12月27日）に火災で焼失。再建されて、2年後の保延6年11月より再び内裏となり、永治1年（1141年）には同所にて崇徳天皇から弟の近衛天皇に位が譲られた。その後も近衛天皇の内裏であったが、久安4年6月26日（1148年7月13日）に再度焼失した。仁平2年（1152年）頃から再建が開始されたが、途中で暴風雨による災害、近衛天皇の崩御、保元の乱などによって中止と再開を繰り返した。保元の乱後、後白河天皇は久しく再建されていなかった大内裏の再建を打ちだし、土御門内裏の再建の方は中止されてそのまま廃された。